# Ивар Бескостный
Ивар Бескостный (Ивар Рагнарссон; Ívarr inn beinlausi) умер около 873 года) — легендарный вождь датских викингов, сын легендарного Рагнара Лодброка, отличавшийся неистовостью в бою, а также великим умом среди братьев.

## Биография
Вместе с братьями Ивар возглавил «великое войско язычников», которое осенью 865 года вторглось в Восточную Англию. В 867 году он разгромил войско короля Нортумбрии Эллы II, убийцы своего отца, и предал его мучительной казни. В том же году подчинил Нортумбрию королевству норманнов в Англии Йорвик (Йорк). В 870 году велел убить восточноанглийского короля Эдмунда.
Значение эпитета «бескостный» в применении к нему не вполне ясно — он мог обозначать необычную ловкость и гибкость или какое-либо болезненное состояние — импотенцию, хромоту или иное патологическое состояние (например, несовершенный остеогенез).

## Потомство
«Прядь о сыновьях Рагнара» сообщает: «У него не было детей, потому что он был таким вспыльчивым, что не встретил ни страсти, ни любви; но у него не было недостатка в мудрости или жестокости; и умер он от старости в Энгланде, и был похоронен в кургане». Однако, согласно «Анналам Ульстера», многие конунги Дублина вели родословную от Ивара.

## Смерть Ивара
Согласно «Саге о Рагнаре и его сыновьях» (записана в XVIII веке), перед тем как умереть, Ивар завещал, что его кости будут охранять страну от любого посягательства извне. Поэтому когда герцог Нормандии Вильгельм Завоеватель вторгся в Британию, он первым делом раскопал курган, где, по преданию лежал датский викинг, и предал его огню.
«Ивар же правил в Англии до самой смерти и умер от болезни. И когда он лежал при смерти, то велел, чтобы его отнесли туда, где было самое уязвимое место, и сказал, что надеется, что те, кто придёт в страну в том месте, не одержат победы. Когда же он умер, сделали так, как он предписал, и положили его в кургане. И многие люди говорят, что когда конунг Харальд сын Сигурда пришёл в Англию, он пристал там, где лежал Ивар, и он пал в этом походе. И когда Вильхьяльм Бастард пришёл в страну, он раскопал курган Ивара и увидел Ивара нетленным. Тогда он велел развести большой костёр и сжечь в нём Ивара, и после этого он бился за страну и преуспел».

## Образ в культуре

### В музыке
- Ивар — персонаж песни группы The Darkness «Barbarian»[5], (2014 г.)
- Ивар — персонаж песни группы Danheim «Ivar’s Revenge»

### В литературе
- Один из основных персонажей книги Гарри Гаррисона «Молот и Крест»;
- Второстепенный персонаж в «Саксонских хрониках» Бернарда Корнуэлла
- Второстепенный персонаж серии романов Александра Мазина «Викинг».

### В кино
- «Викинги» (1958) — Ивар показан под именем «Эйнар»
- «Альфред Великий»[англ.] (1969) — его роль исполняет Джулиан Чагрин[англ.]
- «Молот богов»[англ.] (2013)
- «Викинги» (2013—2021) — в телесериале (4-6 сезоны), роль Ивара исполняет Алекс Хёг Андерсен

### В компьютерных играх
- Ивар — второстепенный персонаж Assassin’s creed Valhalla.
- Ивар - встречается как правитель в играх Crusader Kings 2 и Crusader Kings 3. В игре он является правителем Дублина, и совмещен с королем Имаром.
- Встречается в Mount & Blade Warband: Viking Conquest.